# Nghĩa trang Rakowicki
Nghĩa trang Rakowicki (tiếng Ba Lan: Cmentarz Rakowicki) là một nghĩa trang ở Ba Lan, nằm ở trung tâm của Kraków, Ba Lan. Nó nằm trong Khu hành chính số 1 <i id="mwCw">Stare Miasto</i> có nghĩa là "Phố cổ" - khác biệt với Phố cổ Kraków lịch sử ở phía tây. Được thành lập vào đầu thế kỷ 19 khi khu vực này là một phần của Áo-Hungary, nghĩa trang đã được mở rộng nhiều lần và hiện tại có diện tích khoảng 42 héc ta. Nhiều người dân Krakow đáng chú ý, trong số đó có cha mẹ của Giáo hoàng John Paul II, được chôn cất tại đây.

## Lịch sử
Nghĩa trang Rakowicki được thành lập vào năm 1800-1802 tại một khu đất ở làng Prądnik Czerwony, ban đầu chỉ rộng 5,6 héc ta. Nó được sử dụng lần đầu tiên vào giữa tháng 1 năm 1803. Nghĩa trang mới ra đời liên quan đến lệnh cấm của chính phủ về sức khỏe cộng đồng đối với việc chôn cất trong các nghĩa trang nhà thờ cũ trong thành phố. Đất đã được mua với giá 1.150 đồng zloty Ba Lan từ tu viện của dòng Camêlô Discalced của Czerna, và được xây dựng bằng nguồn vốn từ thành phố và các làng xung quanh (trong đó có một số huyện của Kraków): Rakowice, Prądnik Czerwony và Biały, Olsza, Grzegórzki, Piaski, Bronowice, Làng Czarna, Làng Nowa, Krowodrza và Kawiory, tất cả đều được trao quyền chôn cất người chết ở đó. Lễ tang đầu tiên diễn ra vào ngày 15 tháng 1 năm 1803, với sự chôn cất của một người 18 tuổi tên Apolonia từ gia đình Lubursiecki của Bursikowa.
Năm 1807, cái giếng đầu tiên được đào, và vào năm 1812, cây thánh giá lớn đầu tiên được xây dựng. Chi phí được trả bằng các khoản đóng góp công cộng. Nghĩa trang Rakowicki liên tục được mở rộng trong những năm qua. Lần mở rộng đầu tiên vào năm 1836 khi mua thêm 100% đất từ các tu sĩ Carmelite với giá 5.000 zloty. Thiết kế phần mới mở rộng của nghĩa trang được ủy quyền cho kiến trúc sư Karol R. Kremer, người đứng đầu ban xây dựng đô thị, người đã thiết kế nơi này giống như một công viên thành phố. Bức tường xung quanh được làm bằng gạch và đá thu được từ Nhà thờ All Saints bị phá hủy. Nghĩa trang mới xây dựng đã được ban phước vào ngày 2 tháng 11 năm 1840. Nhà nguyện đầu tiên được dựng lên vào năm 1862, sáu năm sau khi giấy phép của Áo được cấp. Năm 1863, thành phố đã mua thêm đất từ các tu sĩ Carmelite - và từ Walery Rzewuski - ở phía tây của nghĩa trang, và chôn cất nạn nhân của một trận dịch năm 1866. Năm 1877, trung tâm hành chính mới được xây dựng cùng với nhà đại thể. Lần mở rộng tiếp theo diễn ra mười năm sau, vào mùa thu năm 1886. Họa sĩ Jan Matejko đã được chôn cất ở đó.
Giữa năm 1933 và 1934, nghĩa trang được mở rộng ở đầu phía bắc, qua một căn cứ quân sự cũ, lấy phần đất của một con đường thành phố. Năm 1976, cuối cùng nó đã được đưa vào danh sách các di sản địa phương. Vào năm 1979, đây là nơi cuối cùng được Đức Giáo hoàng John Paul II ghé thăm trong chuyến viếng thăm đầu tiên của Giáo hoàng vào ngày 02 tháng 6 tới quê hương của ngài.

## Ý nghĩa văn hóa
Nghĩa trang này là nơi chôn cất những công dân bình thường của thành phố cũng như các anh hùng dân tộc: các nhà văn, nhà khoa học nổi tiếng, đại diện của các gia đình quý tộc, các nhà đấu tranh độc lập, các nhà hoạt động chính trị và xã hội, các nhà lãnh đạo, người tham gia các phong trào độc lập Ba Lan và các cựu chiến binh hai cuộc chiến tranh thế giới thế kỷ 20. Tên Nghĩa trang Rakowicki bắt nguồn từ tên của đường Rakowicka, từng là một con đường ngoại ô dẫn đến làng Rakowice cách đó 2 km.

### Bố trí
Trong nghĩa trang, có những khu đặc biệt được phân bổ cho các liệt sĩ đã từng tham gia các cuộc nổi dậy quốc gia Ba Lan như Cuộc nổi dậy tháng 11, Cuộc nổi dậy tháng 1 và Cuộc nổi dậy Kraków. Những người thương vong trong Thế chiến thứ nhất được chôn cất ở đó, bao gồm cả những người lính Ba Lan chiến đấu  cho cả ba quân đội đế quốc: Áo, Nga và Phổ - hầu hết trong số họ đã chết trong các bệnh viện địa phương. Có thành viên của Quân đoàn Ba Lan trong Thế chiến thứ nhất; những người tham gia <b>Lữ đoàn II của Quân đoàn Ba Lan</b>; các công nhân thiệt mạng trong các cuộc đình công năm 1936; Thương vong trong Thế chiến thứ hai bao gồm các binh sĩ của chiến dịch Ba Lan tháng 9 năm 1939. Tất cả các phi công Đồng minh bị bắn hạ trên Ba Lan đều được chôn cất tại đây, bao gồm cả những người ban đầu được chôn cất tại Vác-sa-va, cùng với hàng trăm nạn nhân thương vong của Khối Thịnh vượng chung Anh và tù nhân chiến tranh đã chết trong thời kỳ chiếm đóng của Đức. Những người này được BAOR tập hợp lại thành một khu riêng của Khối thịnh vượng chung có cắm Thánh giá Hy sinh. Các chiến sĩ đảng phái Ba Lan, nạn nhân của tội ác Đức quốc xã; và những người lính Liên Xô đã chết trong cuộc tấn công chống Đức vào Kraków năm 1945, được chôn cất tại đây.

### Ý nghĩa quốc gia
Nghĩa trang là một di tích quốc gia có giá trị lịch sử và nghệ thuật lớn. Bia mộ và lăng mộ là tác phẩm của kiến trúc sư nổi tiếng Teofil Żebrawski, Feliks Księżarski, Sławomir Odrzywolski, Jakub Szczepkowski, cũng như các nghệ sĩ điêu khắc như Konstanty Laszczka, Tadeusz Błotnicki, Wacław Szymanowski, Karol Hukana. Năm 1981, một Ủy ban Cộng đồng về Bảo tồn Kraków đã được thành lập, với một tiểu ban đặc biệt để bảo vệ các nghĩa trang của Kraków và các di sản khu vực khác. OKRK đang tổ chức một sự kiện hàng năm để phục hồi các ngôi mộ và bia mộ lịch sử. Các công trình đang được tiến hành đồng thời tại Nghĩa trang Rakowicki và Nghĩa trang chân đồi mới (với sự hợp tác của Hiệp hội Podgórze.pl). OKRK đang tổ chức một đợt quyên góp hàng năm, gây quỹ cho việc cải tạo các ngôi mộ lịch sử và các di tích công cộng. Các quỹ công cộng được sử dụng để phục hồi các ngôi mộ xuống cấp mà không có chủ sở hữu.

## Những nhân vật đáng chú ý
Những người được chôn cất tại Nghĩa trang Rakowicki bao gồm: 
| - Teodor Axentowicz - Michał Bałucki - Andrzej Bursa - Władysław Belina-Prażmowski - Adam Chmielowski - Hanna Helena Chrzanowska - Bỏ qua Daszyński - Ăn kiêng - Bolesław Drobner - Stanisław Estre Rich - Józef Andrzej Gierowski - Marek Grechuta - Antonina Hoffmann - Emeryk Hutten-Czapski - La Mã Ingarden - Tadeusz Kantor - Oskar Kolberg |  | - Apollo Korzeniowski - Juliusz Kossak - Wojciech Kossak - Stanisław Kutrzeba - Barbara Kwiatkowska-Lass - Eugeniusz Kwiatkowski - Anatol Lewicki - Tadeusz Lehr-Spławiński (UJ) - Juliusz Leo - Zygmunt Marek - Jan Matejko - Józef Mehoffer - Piotr Michałowski - Helena Modrzejewska - Tadeusz Pankiewicz - Stefan Pawlicki |  | - Henryk Reyman - Lucjan Rydel - Klemens Stefan Sielecki - Maciej Słomczyński - Władysław Szafer - Józef Szujski - Wislawa Szymbourska - Adolf Szyszko-Bohusz - Rafał Taubenschlag - Georg Trakl (1925), nhà thơ người Áo - Rudolf Weigl - Bolesław Wieniawa-Długoszowski - Wiktor Zin - Mikołaj Zyblikiewicz, Chủ tịch của Krakow |

## Điểm quan tâm

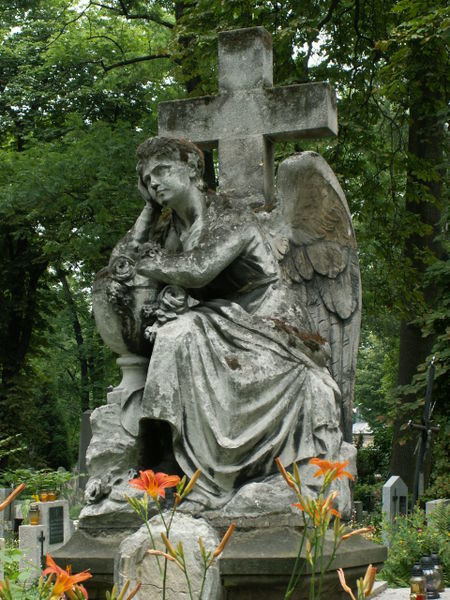
Tượng tang lễ
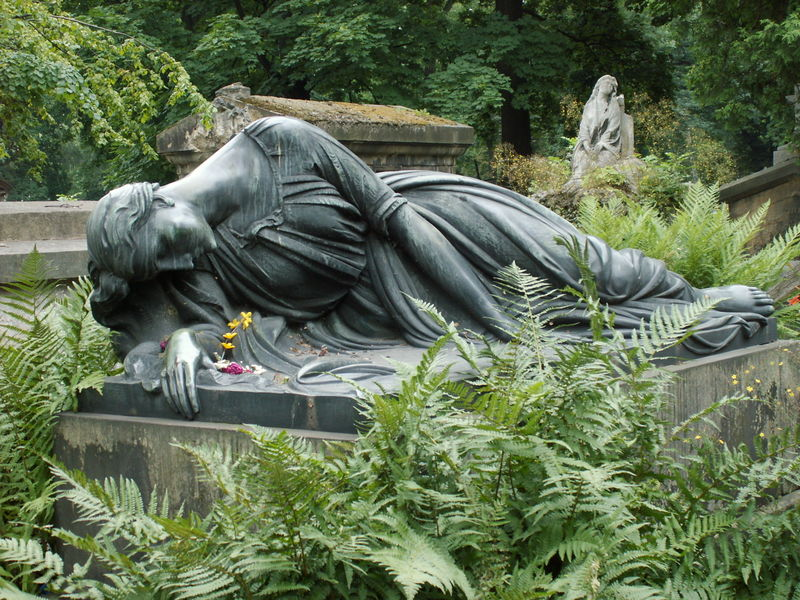
Tượng tang lễ
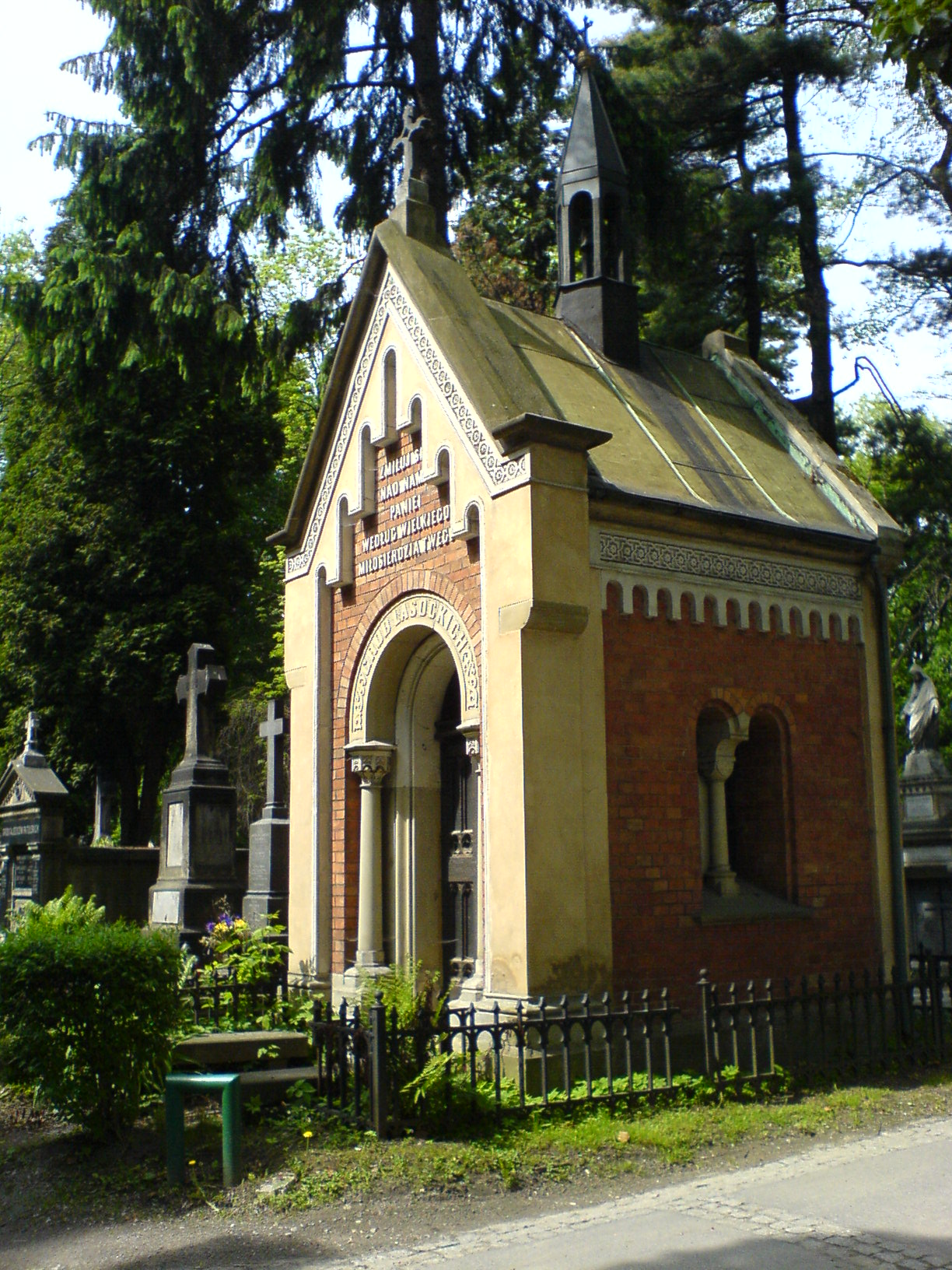
Ngôi mộ gia đình Lasocki
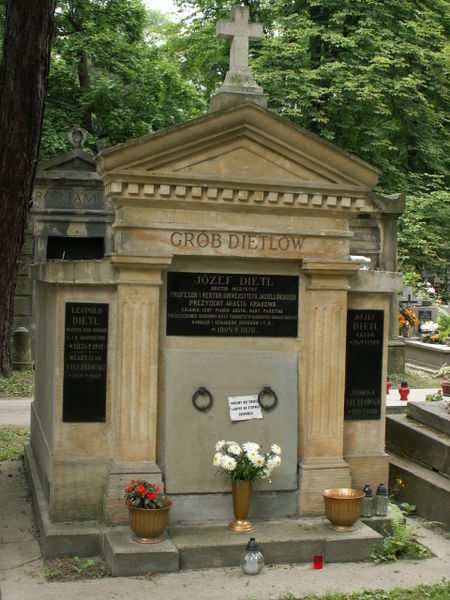
Ngôi mộ của gia đình Dietl
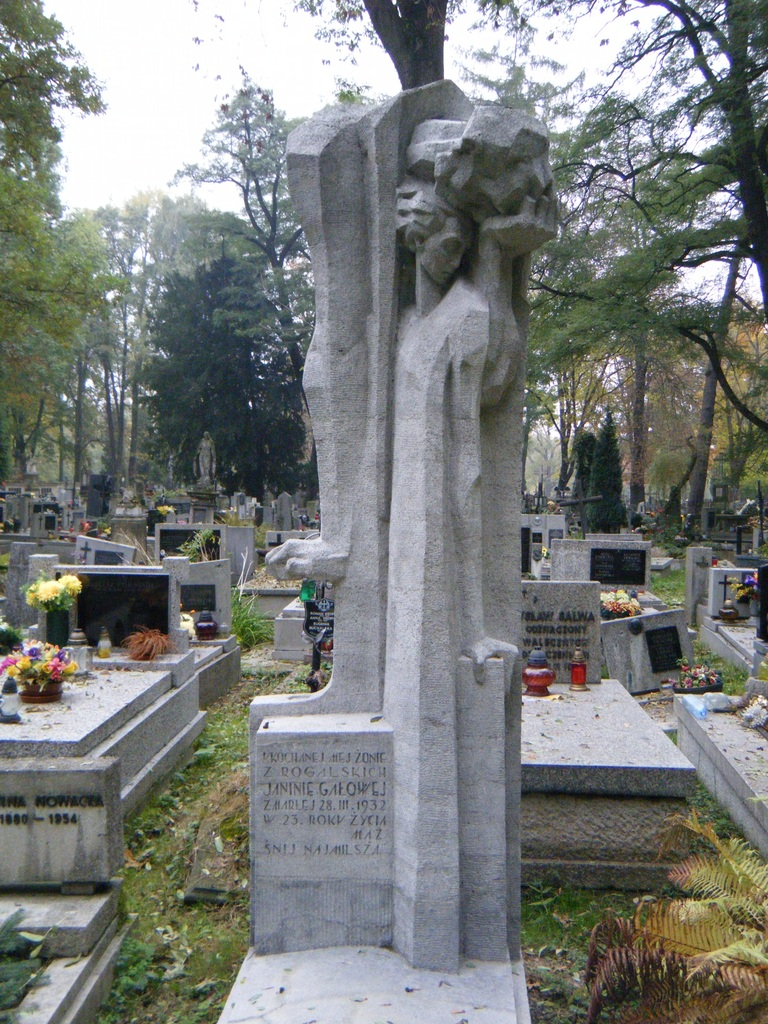
Lăng mộ của Janina Gałowa, bức tượng của Gosławski
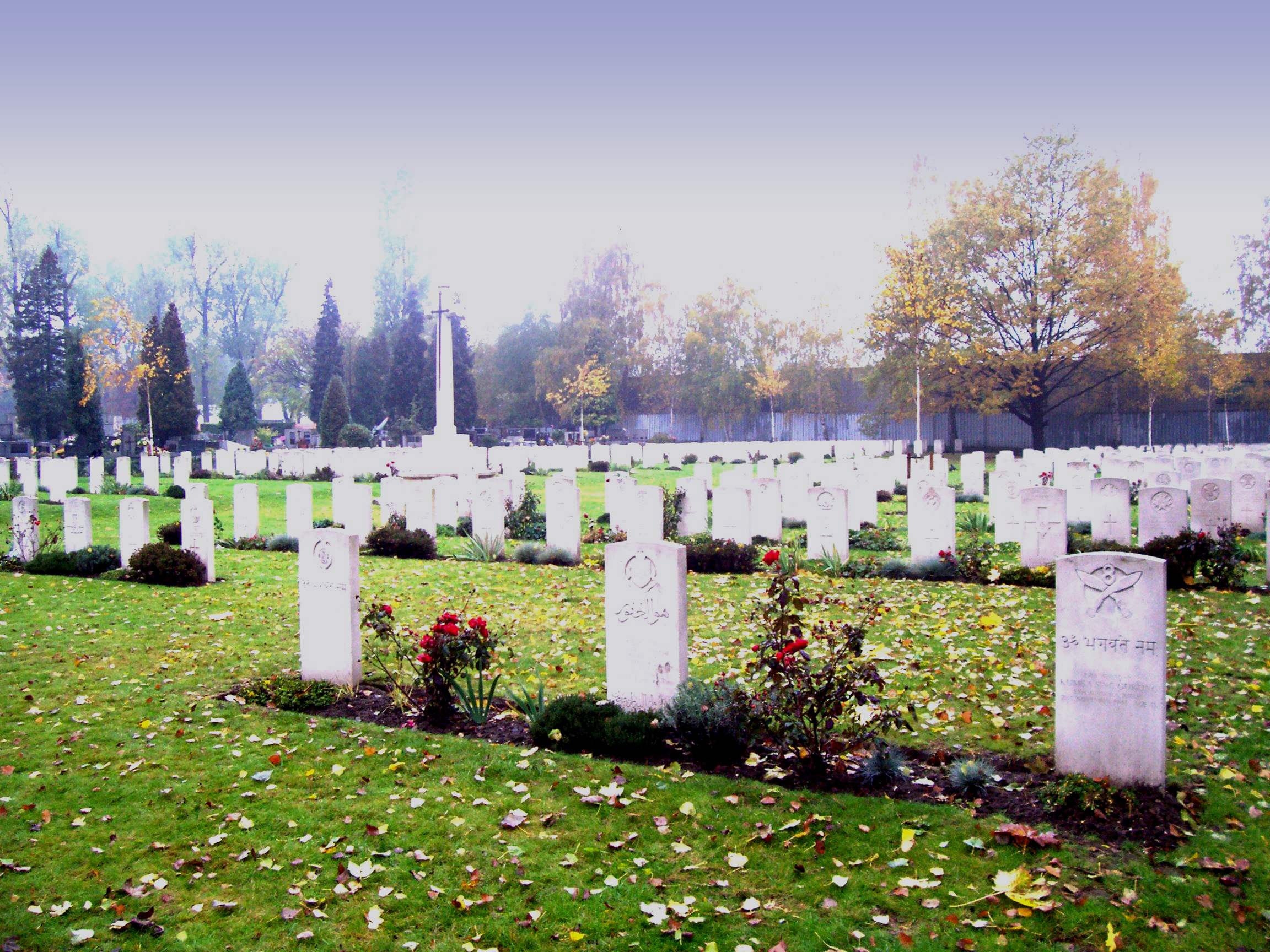
Mộ của các phi công đồng minh đã bắn hạ Ba Lan
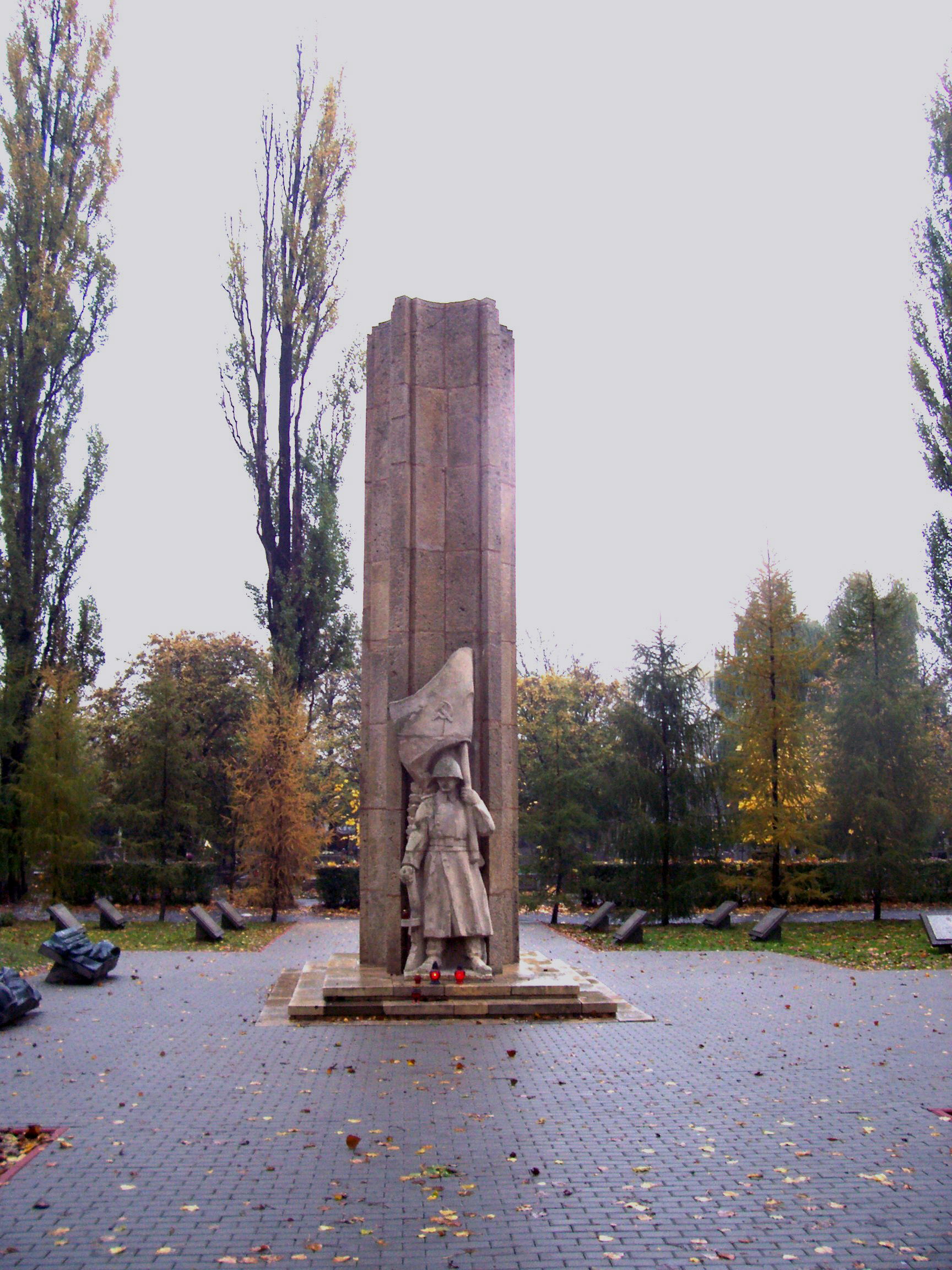
Tượng đài những chiến sĩ của Liên Xô trong chiến dịch năm 1945 Kraków
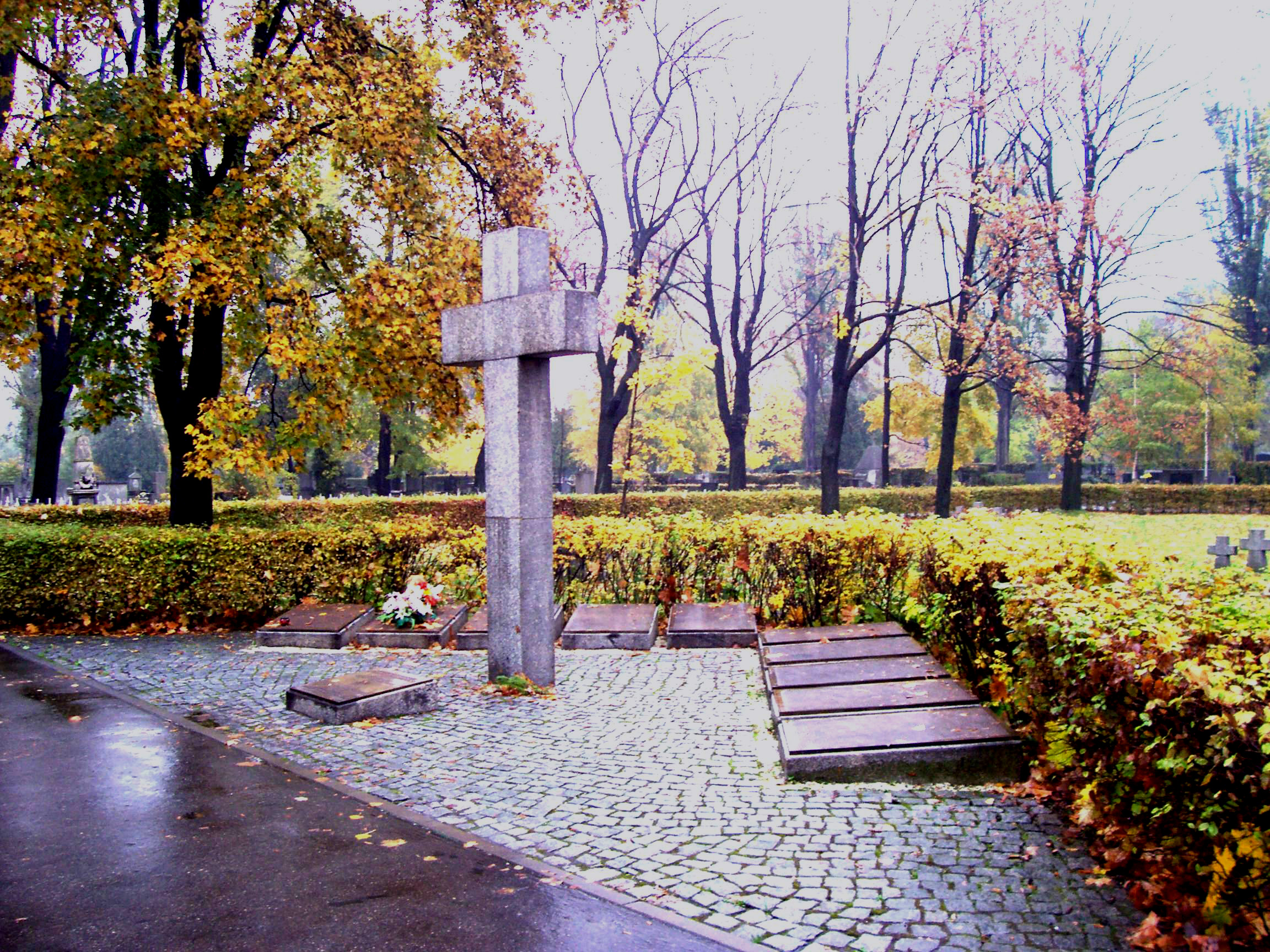
Lính Đức SS và Wehrmacht
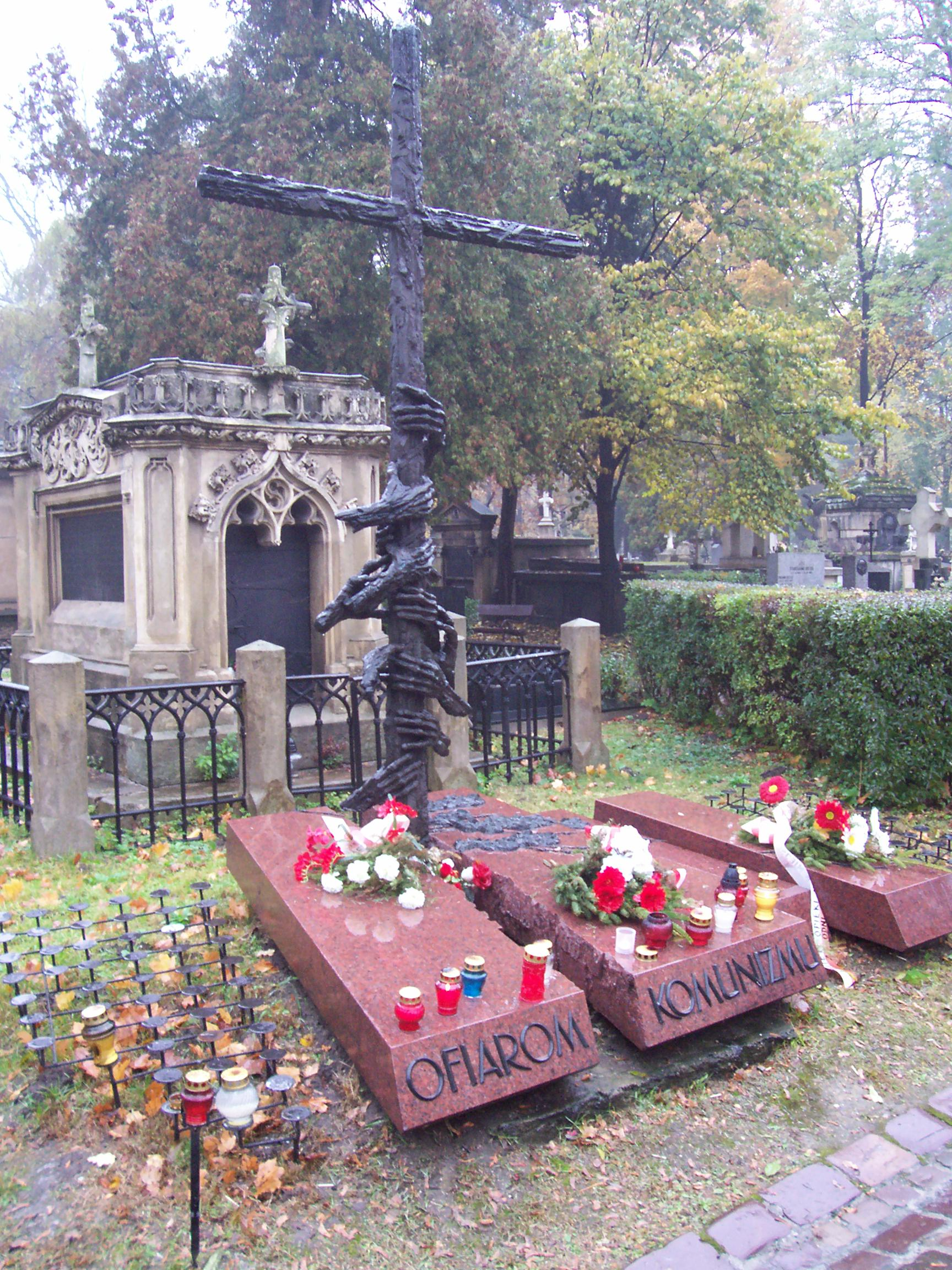
Tượng đài nạn nhân Cộng sản Ba Lan